# John Cockett
John Cockett, né le 23 décembre 1927 à Broadstairs et mort le 16 février 2020,, est un joueur britannique de hockey sur gazon.

## Carrière
John Cockett a fait partie de la sélection britannique de hockey sur gazon médaillée de bronze aux Jeux olympiques d'été de 1952 à Helsinki.